# Parc de Scherdemael
Le parc de Scherdemael (en néerlandais : Scherdemaalpark) est un parc de la commune d'Anderlecht (Bruxelles), situé sur le plateau homonyme entre le boulevard Joseph Bracops et les avenues de la Libre Académie, Camille Vaneukem et Capitaine Fossoul.
Il a été dessiné dans la seconde moitié du XXe siècle dans le cadre de l'aménagement du quartier en « Park system ». L'inventaire du patrimoine naturel de la Région de Bruxelles-Capitale y signale 53 arbres remarquables

## Toponymie
Voir le paragraphe à ce sujet dans l'article Scherdemael.

## Accessibilité
Ligne de bus 46, arrêt Scherdemael ; Ligne de tram 81, arrêt Frans Hals.
Les entrées du parc sont situées allées du Hérisson et des Novateurs, avenues de la Libre Académie, et du chanoine Roose.